# 孫止孝
孫止孝（1587年—1639年），字敬止，號文修，山东济南府历城县民籍。明朝政治人物。

## 生平
萬曆三十一年（1603年）癸卯科山东鄉試舉人，天啓二年（1622年）壬戌科進士。礼部观政，十二月授卢龙知县。六年升户部主事，七年丁母憂，崇祯二年復除四川司主事，調貴州司，管密云粮储，寻迁密云兵备道佥事。清兵两薄城，皆昼夜宿陴，兵辄引去。又密计获谍者韩僧。以忤权贵归乡。崇祯十二年己卯（1639年）命子孙建宗率族人守东城，捐貲犒师，城陷自缢死。

## 家族
曾祖孫著，赠东城兵马副指挥；祖父孫東齊，驛丞；父孫伯承，封西城兵马副指挥；母邊氏，封孺人。慈侍下。娶武氏。子建宗，庠生。
兄诸生孙则孝、举人孙纯孝、弟诸生孙永孝、侄孙惠宗、孙延宗数人皆死于难。族弟孫之獬，同科进士。